# Martin Kříž
Martin Kříž (Pardubice, 17 giugno 1993) è un cestista ceco.

## Carriera
Con la Rep. Ceca ha disputato i Campionati mondiali del 2019 e due edizioni dei Campionati europei (2017, 2022).

## Palmarès
- Campionato ceco: 11

ČEZ Nymburk: 2011-12, 2012-13, 2013-14, 2014-15, 2015-16, 2016-17, 2017-18, 2018-19, 2019-20, 2020-21, 2021-22
- Coppa della Repubblica Ceca: 8

ČEZ Nymburk: 2012, 2013, 2014, 2017, 2018, 2019, 2020, 2021